# 마르기아나

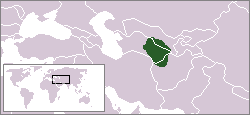
마르기아나, 기원전 300년

마르기아나(그리스어: Margiana)는 아케메네스 제국의 총독령으로 기원전 515년 다리우스 히스타스피스에 의한 베히스툰 비석에 언급되어 있다. 그곳은 현재 투르크메니스탄의 메르브에 중심하였다.

## 같이 보기
- 박트리아-마르기아나 고고학적 복합체
- 투르크메니스탄의 역사